# Danbury (Connecticut)
Pour les articles homonymes, voir Danbury.
Danbury est une ville située dans le comté de Fairfield, dans l'État du Connecticut, (États-Unis). Lors du recensement de 2010, Danbury avait une population totale de 80 893 habitants. La ville a donné son nom au minéral nommé Danburite.

## Géographie
Selon le Bureau du recensement des États-Unis, la superficie de la ville est de 44,14 milles carrés (114,32 km2), dont 41,89 milles carrés (108,49 km2) de terres et 2,25 milles carrés (5,83 km2) de plans d'eau (soit 5,1 %).

## Histoire
Danbury devient une municipalité en 1702. Ses premiers habitants souhaitent appeler la ville Swampfield, mais le gouverneur Robert Treat (en) préfère Danbury, en référence à la ville anglaise d'où est originaire sa famille.

## Démographie
D'après le recensement de 2000, il y avait 74 848 habitants, 27 183 ménages, et 17 886 familles dans la ville. La densité de population était de 686,3 hab/km2. Il y avait 28 519 maisons avec une densité de 261,5 maisons/km2. La décomposition ethnique de la population était : 75,96 % blancs ; 6,76 % noirs ; 0,29 % amérindiens ; 5,45 % asiatiques ; 0,03 % natifs des îles du Pacifique ; 7,55 % des autres races ; 3,95 % de deux ou plus races. 15,75 % de la population était hispanique ou Latino de n'importe quelle race.
Il y avait 27 183 ménages, dont 30,3 % avaient des enfants de moins de 18 ans, 51,1 % étaient des couples mariés, 10,5 % avaient une femme qui était parent isolé, et 34,2 % étaient des ménages non-familiaux. 26,2 % des ménages étaient constitués de personnes seules et 8,5 % de personnes seules de 65 ans ou plus. Le ménage moyen comportait 2,64 personnes et la famille moyenne avait 3,18 personnes.
Dans la ville la pyramide des âges était 21,7 % en dessous de 18 ans, 10,2 % de 18 à 24 ans, 35,4 % de 25 à 44 ans, 21,7 % de 45 à 64 ans, et 11,0 % qui avaient 65 ans ou plus. L'âge médian était 35 ans. Pour 100 femmes, il y avait 96,2 hommes. Pour 100 femmes de 18 ans ou plus, il y avait 94,3 hommes.
Le revenu médian par ménage de la ville était 53 664 dollars US, et le revenu médian par famille était $61 899. Les hommes avaient un revenu médian de $39 016 contre $31 319 pour les femmes. Le revenu par habitant de la ville était $24 500. 8,0 % des habitants et 5,9 % des familles vivaient sous le seuil de pauvreté. 8,7 % des personnes de moins de 18 ans et 8,3 % des personnes de plus de 65 ans vivaient sous le seuil de pauvreté.
| 1790  | 1800  | 1810  | 1820  | 1830  | 1840  |
| ----- | ----- | ----- | ----- | ----- | ----- |
| 3 031 | 3 180 | 3 606 | 3 873 | 4 311 | 4 504 |

| 1850  | 1860  | 1870  | 1880   | 1890   | 1900   |
| ----- | ----- | ----- | ------ | ------ | ------ |
| 5 964 | 7 234 | 8 753 | 11 666 | 19 473 | 19 474 |

| 1910   | 1920   | 1930   | 1940   | 1950   | 1960   |
| ------ | ------ | ------ | ------ | ------ | ------ |
| 23 502 | 22 325 | 26 955 | 27 921 | 30 337 | 39 382 |

| 1970   | 1980   | 1990   | 2000   | 2010   | - |
| ------ | ------ | ------ | ------ | ------ | - |
| 50 781 | 60 470 | 65 585 | 74 848 | 80 893 | - |

## Personnalités liées à la ville
- Laura Nyro, auteure-compositrice-interprète et pianiste américaine, y est décédée le 8 avril 1997.
- Robert Vaughn est mort le 11 novembre 2016 à Danbury.

- Charles Ives, compositeur, est né le 20 octobre 1874 à Danbury.

- Jonathan Brandis est né le 13 avril 1976 à Danbury.

- Jenna von Oÿ est née le 2 mai 1977 à Danbury.

## Autres information
La ville abrite l'institution correctionnelle fédérale de Danbury.